# 세르모네타
세르모네타(이탈리아어: Sermoneta)는 이탈리아 라치오주 라티나도에 위치한 코무네다.